# Município de Strumica
Strumica (em macedônio/macedónio:  Струмица strumitsaⓘ) é município localizado na Macedônia do Norte, sendo também o nome homônimo para a cidade onde a sede municipal está situada. O município faz parte da Região Sudeste do país.

## Geografia
Strumica faz fronteira com os seguintes municípios: Valandovo, Konče, Vasilevo, Bosilovo, Novo Selo e Grécia.

## Demografia
De acordo com o último censo nacional macedônio realizado em 2002, o município tinha 54.676 habitantes. Grupos étnicos incluem:
- Macedônios = 50.258 (91,2%)
- Turcos = 3.754 (6,9%)
- Outros.